# Habkern
Habkern là một đô thị ở huyện Interlaken ở bang Bern ở Thụy Sĩ. Đô thị này có diện tích 51,1 km², dân số năm 2005 là 650 người.
Habkern nằm ở Bernese Oberland tại rìa Emmental, một con sông bắt nguồn từ rặng Hohngant. Phía dưới lòng đất là Siebenhengste-Hohgant-Höhle, một hệ thống hang động karst.

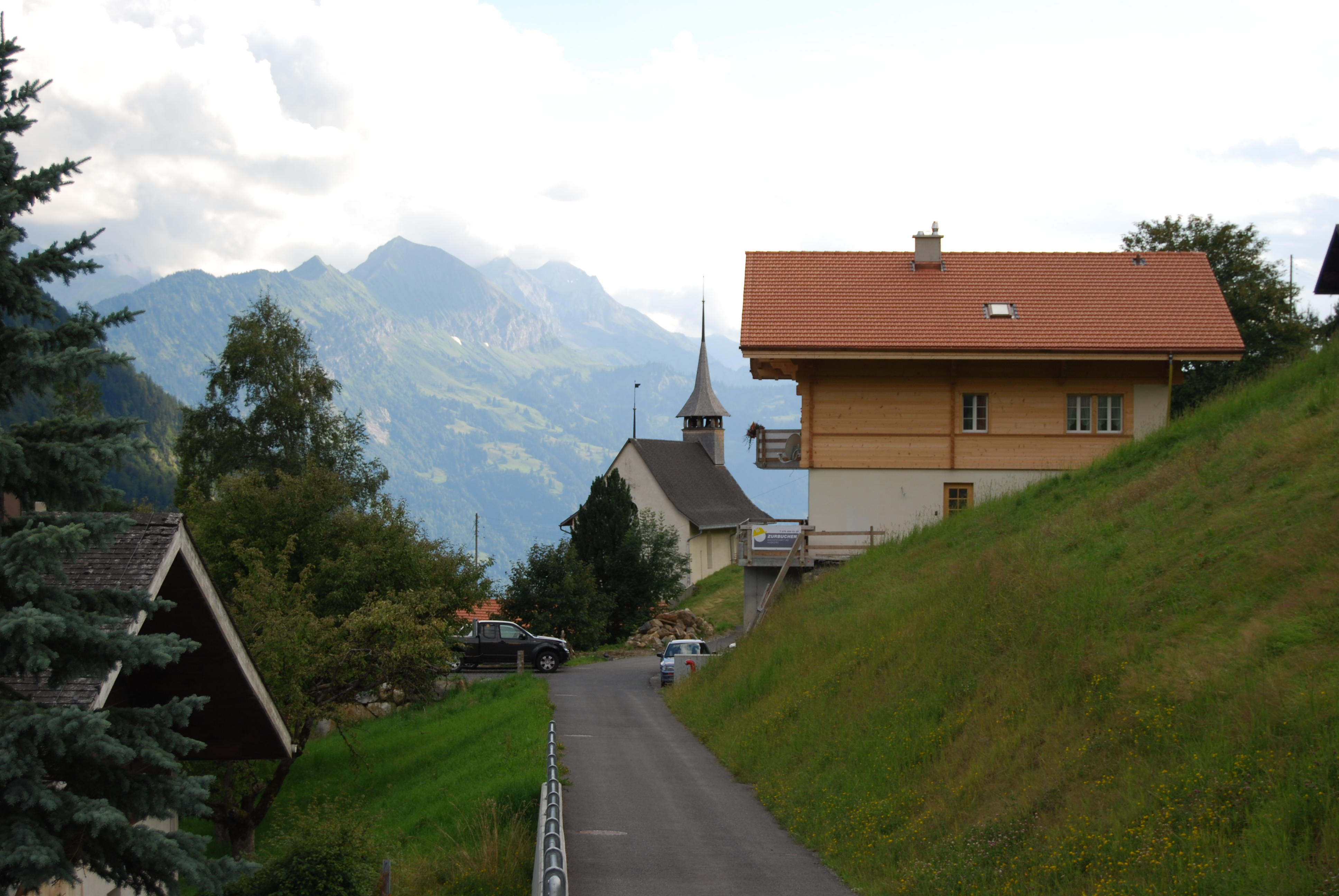
Habkern